# Albert Choppin
Pour les articles homonymes, voir Choppin.
Albert Choppin (2 mars 1832 à Paris - 21 mai 1893 à Paris), est un avocat et haut fonctionnaire français.

## Biographie
Fils de Joseph Pierre Nicolas Choppin, avocat à la Cour et membre du conseil de l'Ordre du barreau de Paris, et de Pauline Boursy (fille du directeur des contributions directes au ministère des Finances et petite-fille de Marc-Alexandre Caminade), il obtient sa licence en droit et devient avocat à la cour d'appel de Paris.
Secrétaire particulier du ministre de l'Instruction publique Dombidau en avril 1851, il devient avocat auprès du Conseil d'État et de la Cour de cassation en 1853, et le reste jusqu'à la fin du Second Empire.
Le 4 novembre 1870, il devient le chef de cabinet du préfet de police de Paris, Ernest Cresson, son beau-frère. Secrétaire général de la préfecture de police pendant le siège de Paris, il lui succède dans ces fonctions le 11 février 1871.
Il est nommé préfet de l'Oise le 2 avril suivant.
Le 15 octobre 1875, Choppin devient directeur de l'Administration pénitentiaire au ministère de l'Intérieur.

### Sources
- René Bargeton, Dictionnaire biographique des préfets : septembre 1870- mai 1982, 1994
- Georges-André Euloge, Histoire de la police, des origines à 1940, 1985